# Ingrid Berghmans
Pour les articles homonymes, voir Berghmans.
Ingrid Berghmans est une judokate belge née le 24 août 1961 à Koersel . Elle est l'une des sportives les plus récompensées de l'histoire du judo. 

## Biographie
Ingrid Berghmans a été élue pas moins de 8 fois « Sportive belge de l’année » (de 1980 à 1989). Elle est généralement considérée comme la plus grande sportive belge de tous les temps, vu l’écart qui la séparait de la concurrence.
Ingrid Berghmans et Robert Van de Walle ont été les pionniers belges du judo de compétition. 
Dans la catégorie des -72 kg, elle a décroché 7 titres européens. 
Lors du premier championnat du monde de judo féminin, au Madison Square Garden de New York, elle remporte 2 médailles : le bronze dans sa catégorie (-72 kg) et l’or en catégorie ouverte. Elle avait alors 19 ans. Fin 1982, elle remporte à Paris son premier titre mondial en catégorie ouverte. La même année, ses prestations sont couronnées du « Trophée national du Mérite sportif ».  
Elle décroche également l’or aux Jeux de Séoul en 1988, où le judo féminin était uniquement sport de démonstration. Sa dernière médaille d’or dans la catégorie des +72 kg remonte aux championnats d’Europe d’Helsinki en 1989. 
Au cours de sa carrière, elle a gagné plus de médailles d’or que d’argent. 

## Divers
En 1990, elle présente Ingrid, Ingrid à la BRT, un quiz sportif pour clubs. Deux ans plus tard, elle inaugure son club de fitness. Elle signe également la préface du livre Les maux de dos et de la nuque, intervenez à temps de Wim Rombaut.
Depuis 2001, Ingrid est consultante pour Backfun, où elle dirige des séances d’information et d’entraînement, des pauses actives et des ateliers. 
« Inciter les non-sportifs à bouger plus est ma passion. Après une carrière sportive de haut niveau de 15 ans, je me suis éveillée un beau matin en réalisant que le rêve était fini. En février 2001, quand j’ai décidé de travailler pour Backfun, j’ai pensé que je pourrais de nouveau procurer de la joie à des millions de gens, comme à l’époque où je faisais du judo, mais cette fois en les faisant bouger eux-mêmes. »
Depuis 2001, Ingrid préside la commission des athlètes au COIB.

## Palmarès

### Jeux olympiques
- Jeux olympiques de 1988 à Séoul (Corée du Sud) : (le judo féminin était alors un sport démonstration)
  -  Médaille d'or dans la catégorie des -72 kg.

### Championnats du monde
| Chpts du monde          | 1980 New York | 1982 Paris | 1984 Autriche | 1986 Maastricht | 1987 Essen | 1989 Belgrade |
| ----------------------- | ------------- | ---------- | ------------- | --------------- | ---------- | ------------- |
| Poids mi-lourd (-72 kg) | -             | 2e         | 1er           | 2e              | 2e         | 1er           |
| Poids lourd (+72 kg)    | 3e            | -          | -             | -               | -          | -             |
| Toutes catégories       | 1er           | 1er        | 1er           | 1er             | 2e         | -             |

### Championnats d'Europe
- 16 médailles dont 9 titres européens (deux en 1982, deux en 1983, 1985, 1987, deux en 1988, 1989).

## Distinctions
2015 : Officier du Mérite wallon